# Antonio Torrini
Antonio Torrini (Pomino, 30 agosto 1878 – Lucca, 20 gennaio 1973) è stato un arcivescovo cattolico italiano.

## Biografia
Antonio Torrini fu ordinato sacerdote nel 1901. Diresse il seminario di Fiesole, poi fu parroco a San Giovanni Valdarno e infine dal 1918 vescovo di Alatri. Il 15 giugno 1928 fu nominato arcivescovo di Lucca.
Monsignor Torrini ha sempre espresso una grande devozione a Maria Vergine, all'eucaristia, alla Passione di Cristo ed al Volto Santo di Lucca. In particolare riformò la Luminara di Santa Croce in forma più solenne. Pose inoltre attenzione al coinvolgimento popolare come nel congresso eucaristico durante il quale un carro trionfale attraversò le vie di Lucca e altre manifestazioni pubbliche come la Peregrinatio Mariae del 1949 o la concessione ai parroci della città di tenere ogni anno la processione del Corpus Domini nella loro parrocchia. Nel 1938 e nel 1946, l'intera arcidiocesi fu consacrata al sacro Cuore di Gesù in accordo con la politica di papa Pio XI.
Fu affiancato a partire dal 1958 da Enrico Bartoletti, nominato prima vescovo ausiliare, poi amministratore apostolico "sede plena", infine arcivescovo coadiutore "cum jure successionis", che poi lo sostituirà alla sua morte il 20 gennaio 1973 all'età di 94 anni.
È sepolto nella cattedrale di Lucca.

## Rapporti con il fascismo e il nazismo
Monsignor Torrini tenne un comportamento tipico della Chiesa cattolica nel periodo fascista, ovvero evitò uno scontro diretto con le autorità fasciste (considerò positive l'introduzione dell'insegnamento religioso e del Crocifisso nelle scuole), ma presentò un atteggiamento critico e distaccato nelle situazioni discutibili. Ad esempio il 23 maggio 1943 organizzò una processione per la cessazione della guerra, in aperto scontro con lo spirito bellicista del regime, tanto che la questura di Lucca vietò la manifestazione.
Durante l'occupazione nazista monsignor Torrini offrì larga ospitalità a sfollati e perseguitati, compresi esponenti politici del Comitato di liberazione nazionale, pur vietando che venissero nascosti, per evitare rappresaglie ai danni della popolazione. Tentò anche di salvare don Aldo Mei anche se non vi riuscì. Ottenne invece che Lucca venisse dichiarata città aperta, per cui i bombardamenti alleati non furono pesanti.
In virtù di questi atteggiamenti ottenne nel 1951 la cittadinanza onoraria di Lucca, votata da tutte le forze politiche.

## Genealogia episcopale e successione apostolica
La genealogia episcopale è:
- Cardinale Scipione Rebiba
- Cardinale Giulio Antonio Santori
- Cardinale Girolamo Bernerio, O.P.
- Arcivescovo Galeazzo Sanvitale
- Cardinale Ludovico Ludovisi
- Cardinale Luigi Caetani
- Cardinale Ulderico Carpegna
- Cardinale Paluzzo Paluzzi Altieri degli Albertoni
- Papa Benedetto XIII
- Papa Benedetto XIV
- Papa Clemente XIII
- Cardinale Marcantonio Colonna
- Cardinale Giacinto Sigismondo Gerdil, B.
- Cardinale Giulio Maria della Somaglia
- Cardinale Carlo Odescalchi, S.I.
- Cardinale Costantino Patrizi Naro
- Cardinale Lucido Maria Parocchi
- Vescovo Antonio Feruglio
- Vescovo Giovanni Fossà
- Arcivescovo Antonio Torrini

La successione apostolica è:
- Arcivescovo Luigi Martinelli (1933)